# گرت ال. ویثرز
گرت ال. ویثرز (به انگلیسی: Garrett Lee Withers) سناتور سابق عضو حزب دموکرات ایالات متحده آمریکا بود. وی در سال ۱۹۴۹ تا ۱۹۵۰ میلادی سناتور ایالت کنتاکی در سنای ایالات متحده آمریکا بود.